# 李政安
李政安（1965年—），現任新北市政府捷運工程局局長，為公務人員出身，曾任新北市政府捷運工程局副局長、捷運工程處處長、臺北市政府捷運工程局聯合開發處處長、中區工程處副處長、工務管理處副處長、東區工程處土木工務所主任、土木科長、中區工程處土木工務所主任。